# Heiter bis Folkig
Heiter bis Folkig ist eine Folk- und Mittelalterband aus Franken und Hessen.

## Geschichte
Die Gruppe wurde 2004 von Sebastian Barwinek und Christian Reiter als Duo gegründet. Eine große Besetzungsänderung gab es 2010, als sich vier weitere Mitglieder der Band anschlossen. Heiter bis Folkig spielen auf Mittelaltermärkten, Festivals, Liverollenspielen und Veranstaltungen der Mittelalter-, Folk- und Fantasyszene. Die Gruppe trat seit ihrer Gründung auf vielen Veranstaltungen der Mittelalterszene auf, beispielsweise auf dem Mittelalterlich Phantasie Spectaculum, den Freienfelser Ritterspielen und bereits mehrfach auf dem Festival Mediaval. Beim Radio für Mittelaltermusik, Radio-AENA, erreichten ihre Titel bereits mehrfach die Spitzenposition der radiointernen Hörercharts, im Jahr 2008 stand ihr Lied „Tod und Mediziner“ auf Platz 1 der Jahrescharts.

## Stil
Ihr musikalisches Repertoire mischt sich aus traditionellen Liedern und Eigenkompositionen. Verwendet wird dabei ein umfassendes Instrumentarium aus dem Mittelalter- und Folkbereich. Im Vordergrund steht mehrstimmiger Gesang. Der Stil der einzelnen Lieder variiert stark von ruhigen Balladen über A-Cappella-Nummern bis zu fröhlichen Trink- und Spaßliedern.

## Nebenprojekte
Seit dem Jahr 2012 sind Heiter bis Folkig ein Teil eines großen Projektes „Capella Bardica Mythodeanis“ zusammen mit anderen Musikern aus der LARP-Szene, unter anderem Die Galgenvögel und PurPur. Zudem spielen einzelne Mitglieder der Band auch Soloprogramme und in anderen Mittelalter- und Folkbands.
Nachdem Gründungsmitglied Sebastian Barwinek aus persönlichen Gründen die Band Ende 2013 verließ, treten er und Christian Reiter zunächst als „Heiter bis Folkig Urbesetzung“, seit 2019 unter dem Namen „The Band with Folk in“ wieder vermehrt gemeinsam auf.

## Heiter bis Folkig und die Scheibenwelt
Eine besondere Verbindung haben Heiter bis Folkig zur Scheibenwelt-Romanserie des britischen Fantasyautors Terry Pratchett, ohne die laut Aussage der beiden Gründungsmitglieder es nie zur Gründung der Band gekommen wäre. Die beiden Bandgründer lernten sich über die Scheibenwelt-Fangemeinde kennen. Mehrmals traten Heiter bis Folkig auch bei der deutschen Scheibenwelt-Convention auf.

## Diskografie
- 2009 Der Tod war da
- 2012 Bardensuppe
- 2017 Sonnensaiten
- 2019 Der Tod war schon wieder da

### Sampler-Beteiligungen
- 2009 Folk im Schlosshof - live - 2009
- 2010 Mittelalter-Facetten II (Zillo)
- 2010 Medieval Spirits 4 (ZYX Music)
- 2012 15 Jahre Miroque (Totentanz Records)
- 2012 Zillo Medieval - Mittelalter und Musik 01/2012 (Zillo)
- 2012 Medieval Spirits 5 (ZYX Music)
- 2013 Zillo Medieval - Picturae Magicae I (Zillo)
- 2013 Cold Hands Seduction - Vol 140 / Mittelalter-Special Vol. XI (Sonic Seducer)
- 2013 Medieval Spirits 7 (ZYX Music)
- 2013 Mittelalter Party Vol. 5 (Banshee Records)
- 2014 Medieval Spirits 8 (ZYX Music)
- 2015 Mittelalter Festival Vol. 1 (ZYX Music)
- 2017 Cold Hands Seduction Vol. 191 (Sonic Seducer)
- 2018 Mittelalter Festival Vol. 3 (ZYX Music / GoldenCore Records)